# Milica Bojanić
Milica Bojanić ( 8. avgust 2004) je srpska pesnikinja, poznata po svojoj lirskoj i ljubavnoj poeziji i prozi. Javnosti je postala poznata 2023. godine kada je objavila dve zapažene zbirke pesama: Volela bih da si tu i Zbogom nije kraj.

## Biografija
Milica Bojanić rođena je 2004. godine u Bačkoj Topoli. Svoje detinjstvo provodi u Kuli, gde pohađa osnovnu skolu Isa Bajić i srednju Ekonomsko-trgovinsku školu gde je i počela da piše poeziju. Njeni rani stihovi su zapaženi od strane profesora i lokalne zajednice, a kasnije je učestvovala na više kulturnih i školskih manifestacija. Posle završene srednje škole nastavlja svoj život u Novom Sadu. Student je Fakulteta za menadzment - smera menadzment u medijima. Svoju pesničku karijeru započinje pesmom ,,Zvezde" koja osvaja nagradu i ulazi u zbornik Mladih pisaca Srbije i dijaspore. 

## Književni rad

### Volela bih da si tu(2023)
Njena prva zbirka pesama objavljena je kao elektronska knjiga 2023. godine, kada je Bojanić imala svega 18. godina. Tematski, knjiga se bavi mladalačkom ljubavlju, čežnjom, emotivnim dilemama i delimično istorijskim motivima. Promocija je održana 6. aprila 2023. godine u Ekonomsko-trgovinskoj školi u Kuli uz muzičku podršku. Među pesmama posebno se izdvajaju ,,Crvena Jabuka", ,,Pesma bola" kao i mnoge druge. Naslov zbirke Volela bih da si tu inspirisan je istoimenom pesmom iz domaće muzičke scene.  
Zbirka je dostupna na Google Play Books i Apple Books platformama.

### Zbogom nije kraj(2023)
Druga zbirka pesama, objavljena je iste godine, krajem decembra 2023. godine u izdanju izdavačke kuće Presing iz Mladenovca. Knjiga se bavi bolom prve ljubavi i emotivnim sazrevanjem. Stil je introspektivan i lirski snažan. Promocija je održana 25. decembra 2023. u Narodnoj biblioteci u Kuli, uz recitacije i muzičku pratnju.  

## Teme i stil
Milica piše iz lične, ali univerzalne perspektive, sa čestim motivima ljubavi, tuge, nade, gubitka, kao i rodoljublja. Njena poezija koristi jednostavan, ali emotivan jezik, često sa simbolikom prirode i unutrašnjih stanja. Poeziju Milice Bojanić karakterišu intimne, emocionalno obojene teme koje se pretežno oslanjaju na lična iskustva i unutrašnja stanja. Njeno pesničko stvaralaštvo prvenstveno je lirsko, sa fokusom na motive ljubavi, gubitka, nostalgije, neizvesnosti, emocionalnog sazrevanja i prolaznosti. U pesmama su česti izrazi čežnje, tuge i neostvarenih očekivanja, ali su prisutni i elementi nade, unutrašnje snage i pomirenja.

## Spoljašnje veze
- Članak o promociji knjige na sajtu opštine Kula
- Najava knjige na konkursiregiona.net
- Vesti o Milici Bojanić na 025.rs